# Stroad

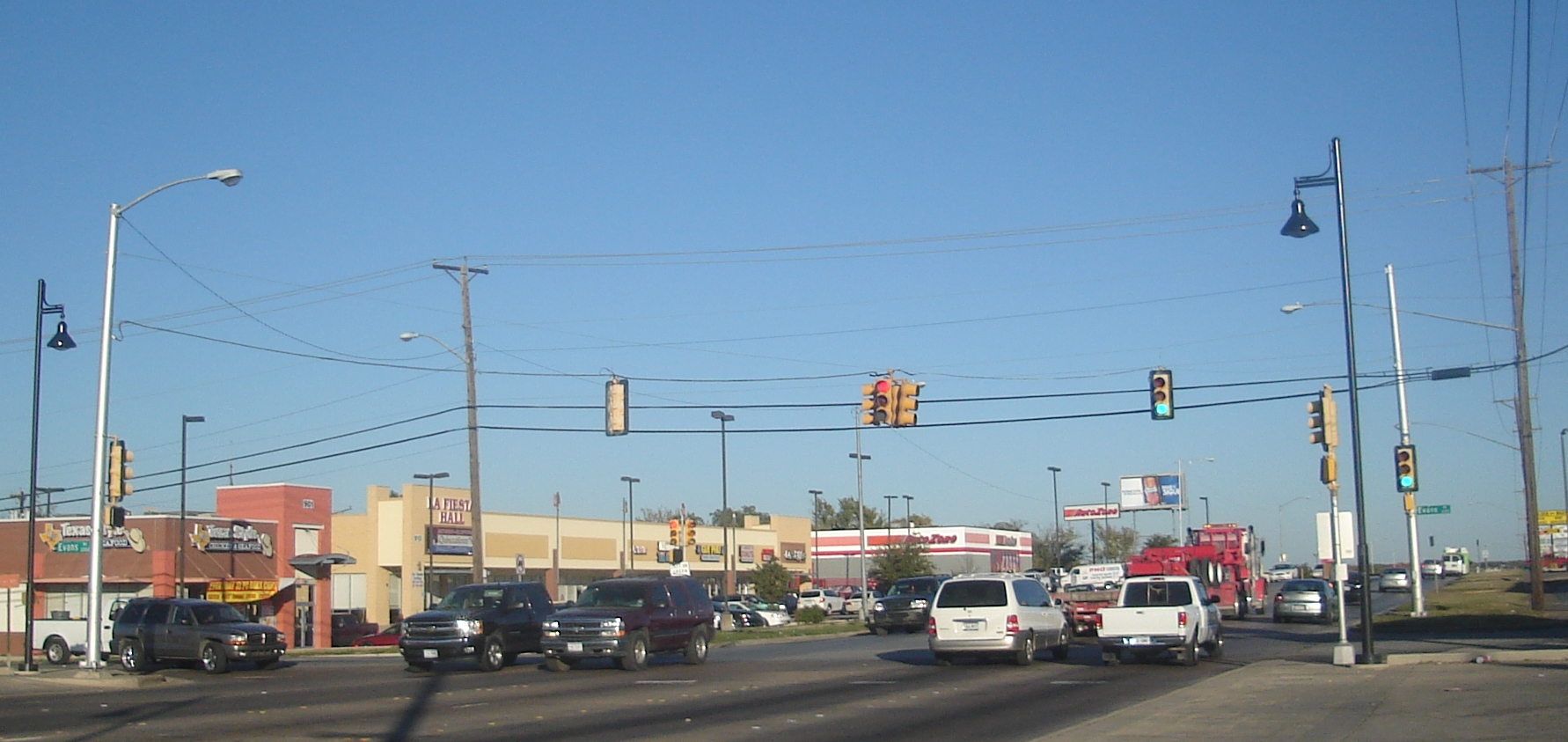
Cruzamento de duas stroads no Texas.

Stroad (em inglês: street + road) é um tipo de via que é uma combinado entre uma rua e uma estrada sendo comum em países da América do Norte.
A parte da rua é descrita como um "ambiente complexo onde a vida na cidade acontece", com pedestres, carros, prédios próximos à calçada de fácil acessibilidade, com muitas entradas e saídas, e com espaços para estacionamento temporário e veículos de entrega. A parte da estrada é descrita como uma "conexão de alta velocidade entre dois lugares" com pistas largas, entradas e saídas limitadas, e que geralmente são retas ou têm curvas suaves.